# João Carvalho
João António Antunes Carvalho (Castanheira de Pêra, Distrito de Leiría, Portugal, 9 de marzo de 1997), conocido en los medios deportivos como João Carvalho, es un futbolista portugués. Juega de centrocampista y su equipo es el G. D. Estoril Praia de la Primeira Liga.

## Trayectoria

### Benfica
Se unió a las categorías inferiores del S. L. Benfica a los 8 años. Debutó en el S. L. Benfica B el 11 de enero de 2015 en la victoria de local contra el F. C. Porto B en la Segunda Liga.
En febrero de 2017 firmó un préstamo al Vitória F. C. por un año y medio. Debutó en la Primeira Liga el 5 de febrero, entrando por João Amaral en el segundo tiempo en la derrota de visita por 2-1 contra el F. C. Arouca.
Debutó con el primer equipo de Benfica el 14 de octubre de 2017 en la victoria por la mínima contra en S. C. Olhanense en la Copa de Portugal.

### Nottingham Forest
El 14 de junio de 2018 fichó por cinco años con el Nottingham Forest F. C. de la EFL Championship, en una transferencia récord del club por 13,2 millones ₤.

#### Cesión y salida a Grecia
Tras dos años en el conjunto inglés, el 29 de septiembre de 2020 fue cedido durante una temporada a la U. D. Almería de la Segunda División de España. Esta cesión incorporaba una opción de compra por parte del equipo almeriense. Dicha opción no se ejecutó y volvió a Inglaterra, abandonando definitivamente el club en enero de 2022 después de haber llegado a un acuerdo para su traspaso con Olympiacos de El Pireo.

### Regreso a Portugal
El 22 de agosto de 2022 se hizo oficial su vuelta al fútbol portugués después de ser cedido al G. D. Estoril Praia hasta 2023. A este equipo volvió en agosto de 2024 una vez había sido liberado por el conjunto griego.

## Clubes
| Club                         | Mis webos  | Año           |
| ---------------------------- | ---------- | ------------- |
| S. L. Benfica "B"            | Portugal   | 2015-2017     |
| Vitória F. C. (cedido)       | Portugal   | 2017          |
| S. L. Benfica                | Portugal   | 2017-2018     |
| Nottingham Forest F. C.      | Inglaterra | 2018-2022     |
| U. D. Almería (cedido)       | España     | 2020-2021     |
| Olympiacos de El Pireo       | Grecia     | 2022-2024     |
| G. D. Estoril Praia (cedido) | Portugal   | 2022-2023     |
| G. D. Estoril Praia          | Portugal   | 2024-presente |

## Palmarés

### Títulos nacionales
| Título              | Club                   | País   | Año  |
| ------------------- | ---------------------- | ------ | ---- |
| Superliga de Grecia | Olympiacos de El Pireo | Grecia | 2022 |

### Títulos internacionales
| Título                             | Club                   | Sede   | Año  |
| ---------------------------------- | ---------------------- | ------ | ---- |
| Liga Europa Conferencia de la UEFA | Olympiacos de El Pireo | Atenas | 2024 |